# Kwas taninowy
Kwas taninowy (kwas garbnikowy, łac. acidum tannicum) – organiczny związek chemiczny z grupy tanin. Zbudowany z glukozy i zazwyczaj 10 cząsteczek kwasu galusowego.
Kwas taninowy wykazuje silne działanie ściągające (adstringens). Zastosowany miejscowo na skórę i błony śluzowe denaturuje białka i w efekcie wytwarza błonę ochronną. Wykazuje działanie przeciwzapalne, hamujące krwawienia. Zmniejsza wrażliwość zakończeń czuciowych. Denaturuje także białka bakteryjne, dzięki czemu działa odkażająco. Stosowany jako lek w formie maści, past, roztworów i zasypek. Dawniej pozyskiwany z galasów.

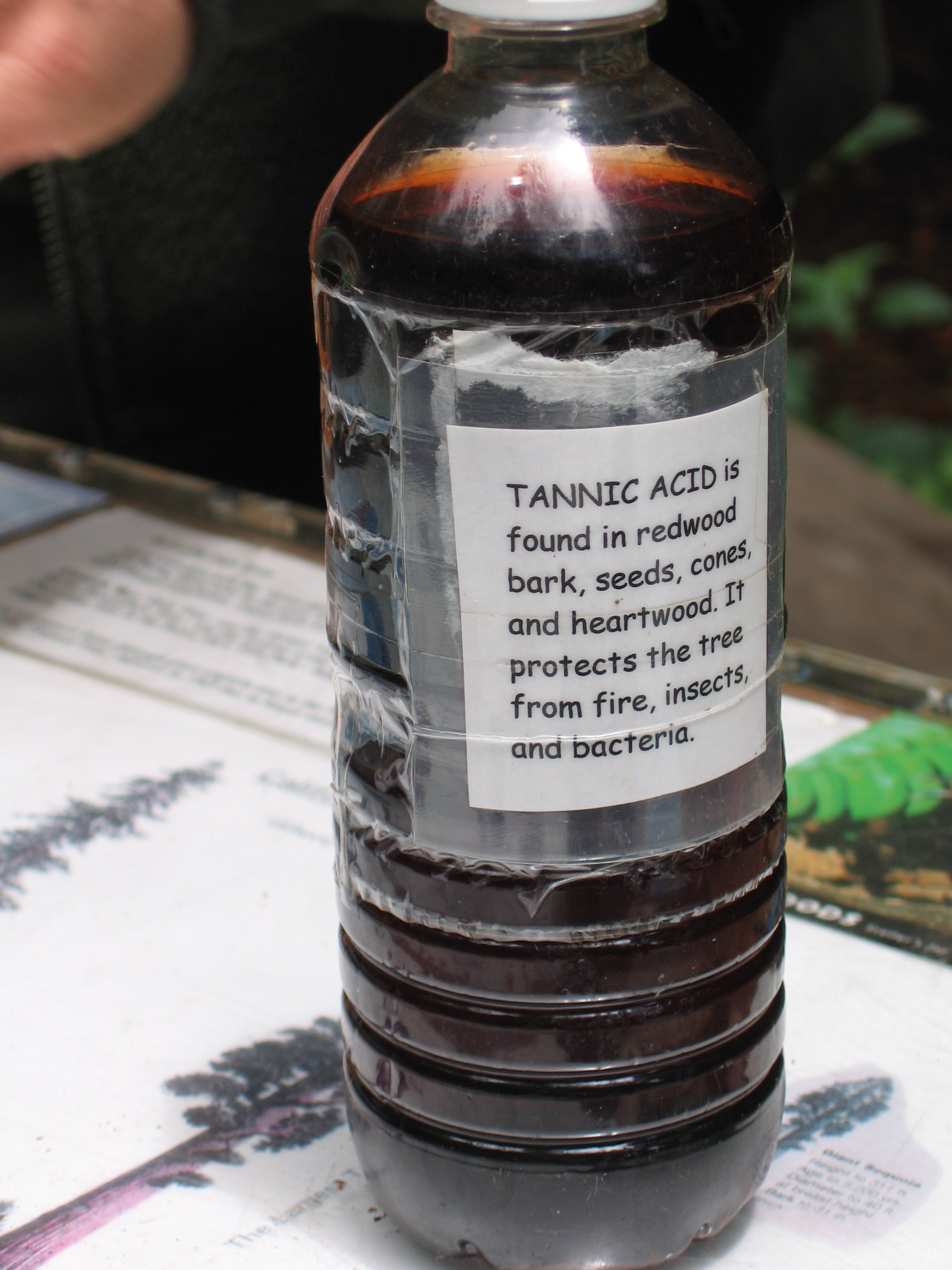
Roztwór kwasu taninowego